# Panaeolina foenisecii
Panaeolus foenisecii, comúnmente llamada seta cortacésped o seta heno marrón, es un muy común y ampliamente distribuido hongo marrón, poco a menudo se encuentra en el césped. En 1963 Tyler y Smith encontraron que este hongo contiene serotonina, 5-HTP Y ácido 5-hidroxiindolacético. En muchas guías de campo es listado como psicoactivo debido a su contenido en psilocibina, sin embargo ahora se cree que el hongo no produce ningún alcaloide psicoactivo.
A veces se confunde con los psicodélicos Panaeolus cinctulus o Panaeolus olivaceus ambos comparten el mismo hábitat y pueden ser diferenciados por sus esporas de color negro. Esta es probablemente la razón por la que Panaeolina foenisecii a menudo aparece como una especie psicoactiva.

## Descripción
- Sombrero: de 1.5 a 3 cm de diámetro, convexo a cónico, de color castaño y tostado, el color cambia ligeramente mientras se seca, a menudo con una banda oscura en todo el margen que desaparece a medida que se seca la seta.
- Láminas: Ancha, adnado, marrón con bordes más claros, llegando a ser moteado como las esporas maduras.

- Estipe: 4 a 6 cm por 2 a 3 mm, frágiles y huecas, de color blanco a marrón claro,  pruinosos y ligeramente estriado.
- Sabor: Hongo sabor a nuez un poco desagradable.
- Olor: A nuez, un poco desagradable.
- Esporada: Marrón oscuro nogal.
- Características microscópicas: Las esporas son de 12 - 17 x 7 - 11 μm, en forma de limón, áspero, con un poro germinal apical. Cheilocystidios cilíndrico o subcapitate, a menudo ondulado, hasta el 50 μm de largo. Pleurocystidios ausente, pero algunos autores informan un discreto "pseudocystidios". El pileipellis es una cutícula celular con elementos subglobosos y tiene pileocystidios.[3]

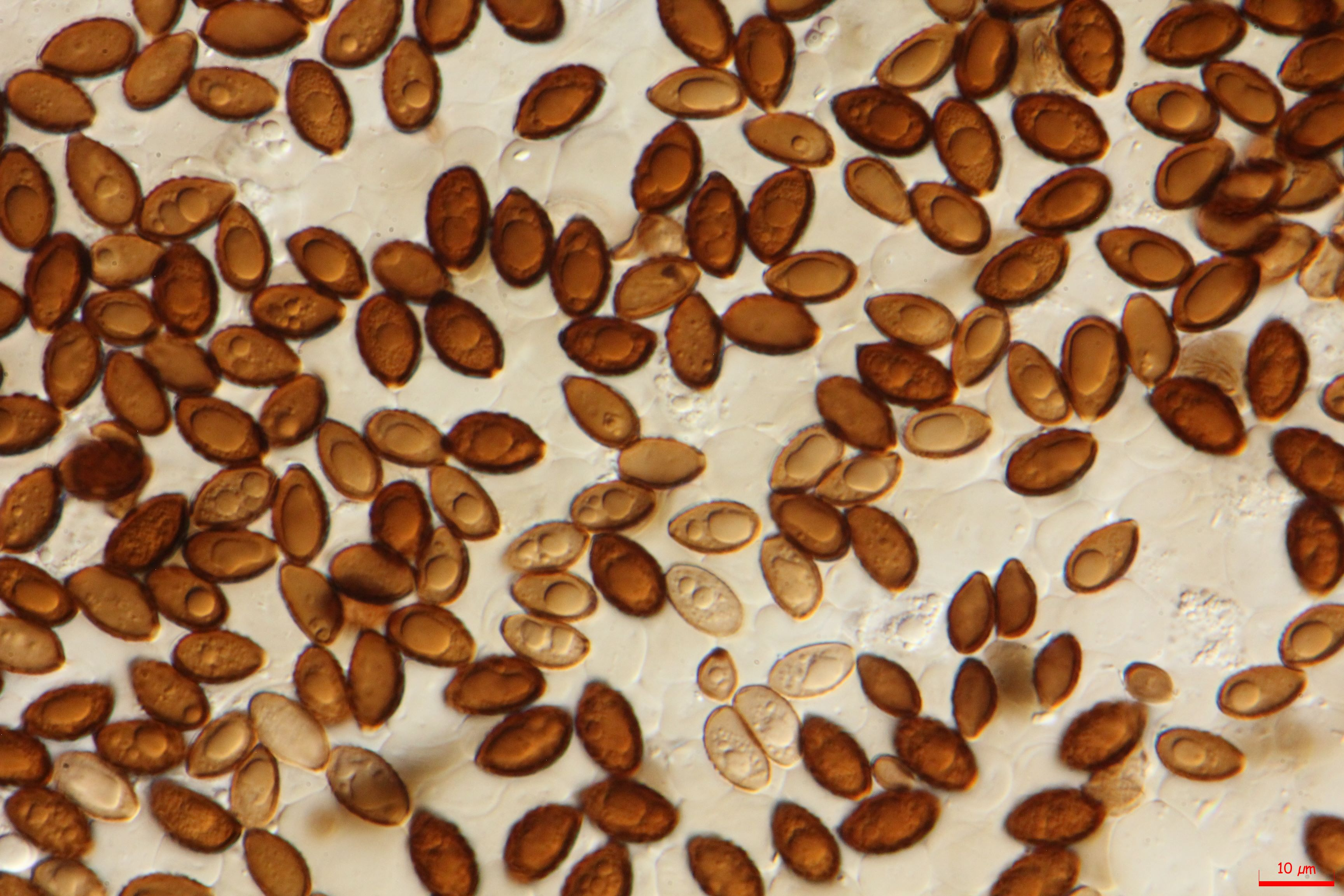
Esporas de Panaeolus foenisecii